# Metodología educativa abierta
La metodología educativa abierta es un conjunto de técnicas de enseñanza que se basa en el uso de tecnologías abiertas, la creación y adaptación contextual de recursos educativos abiertos (REA), incluye la participación en línea y el aprendizaje colaborativo, además tiene como objetivo maximizar las oportunidades de enseñanza-aprendizaje en cualquier situación, a través de recursos libres disponibles en línea.
La metodología educativa abierta también tiene como objetivo compartir las técnicas de enseñanza para mejorar la calidad de la educación, la formación de las instituciones y los profesionales. La comunidad de personas que trabajan con la metodología educativa abierta incluye: administradores públicos, gestores educativos, profesionales de la educación y discentes.
Los REA  son materiales para utilizar en clases que se encuentran en internet y cualquiera los puede usar, el profesor lo consulta en internet y comparte con los alumnos. Además, han roto el sistema de la contraseña o exclusividad al propietario. La riqueza de los REA es que beneficia la distribución libre de los argumentos entre sus usuarios, puesto que, sus intenciones son las de diseñarse y reproducirse.

## El alcance de la metodología educativa abierta
Se podría decir que la metodología educativa abierta surge del movimiento de educación abierta, va un paso más allá del uso de los repositorios de recursos educativos abiertos; esta no solo se centra en el acceso a los recursos, sino también cómo se ponen en práctica, cómo se utilizan, la calidad educativa y la innovación en la enseñanza. No solo con qué se enseña, sino cómo se enseña en un entorno de educación abierta.
Los principios en los que se basa la educación abierta son 4:  
- El conocimiento debe ser libre y abierto y puede ser utilizado y reutilizado.
- Se debe fomentar y facilitar la colaboración en la construcción del conocimiento
- Compartir el conocimiento debe ser recompensado como una aportación a la educación e investigación.
- Las comunidades educativas necesitan espacios de reflexión y práctica que aporten recursos educativos libres[3].[4]

Este método participativo de aprendizaje está ampliamente experimentado, y conlleva el incremento de motivación, esfuerzo e implicación del alumnado en el aprendizaje, aun manteniendo el mismo plan de contenidos. Este tipo de aprendizaje promueve un clima positivo en el aula, que conlleva también una disminución significativa de los conflictos escolares, debido al desarrollo de valores y actitudes más humanos. Con este modelo participativo de aprendizaje se potencia también la idea de "aprender disfrutando y disfrutar aprendiendo".

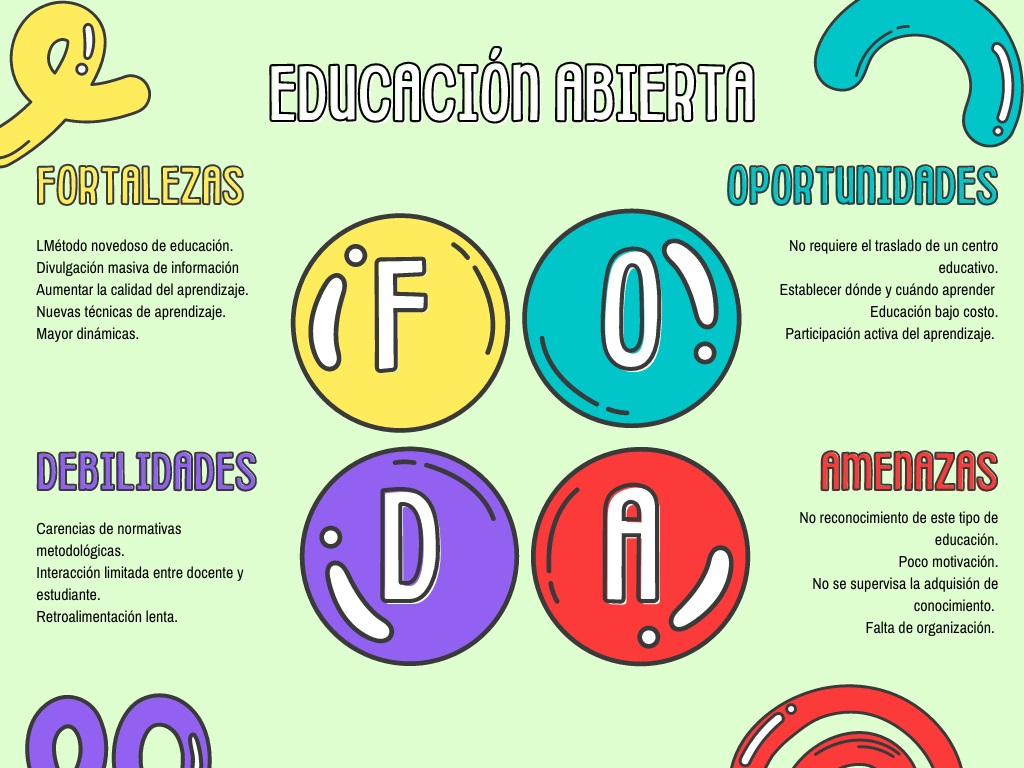
Foda de Educación Abierta

"Los sistemas de educación abierta suelen a apoyarse en una metodología centrada en el alumno. El material del curso está elaborado para atender a las necesidades de los que estudian solo y, por ello, incluyen un lenguaje específico para motivar el aprendizaje individualizado. Todos los materiales extracurriculares, en general, están disponibles a los estudiantes para fácil acceso, sea por textos impresos enviados por correo, CDs, DVDs, kits de experimentos o, actualmente, páginas Web y plataformas para aprendizaje virtual en la Internet."

### Definiciones
La Metodología Abierta todavía se encuentra en un momento en que no existe una definición canónica, aunque muchos investigadores han aportado su punto de vista. Ehlers proporciona una definición utilizada por otros, ya sea en su totalidad o como base para un mayor desarrollo, que define la metodología educativa abierta como "un conjunto de prácticas que promueve la (re)utilización y producción de recursos educativos abiertos a través de políticas educativas, promueve modelos pedagógicos innovadores, respeta y empodera a los estudiantes como co-productores de su camino de aprendizaje continuo". Algunas de las otras descripciones comúnmente citadas de OEP son:
- En la Declaración de París sobre los recursos educativos abiertos se marca el camino para el desarrollo de una metodología a partir de los REA: "Reforzar la formulación de estrategias y políticas sobre recursos educativos abiertos. Promover la formulación de políticas específicas para la producción y el uso de recursos educativos abiertos dentro de estrategias más amplias que impulsen la educación."
- La Declaración de Ciudad del Cabo de 2007 sobre la educación abierta: "la educación abierta no está limitada a solo recursos educativos abiertos. También se basa en tecnologías abiertas que facilitan un aprendizaje colaborativo, flexible y en el compartir prácticas de enseñanza que facultan a los educadores a beneficiarse de las mejores ideas de sus colegas. Puede crecer hasta incluir nuevos enfoques en la evaluación, acreditación y al aprendizaje colaborativo. Comprender y adoptar innovaciones como esta es crítica para la visión a largo plazo de este movimiento".

En este orden de ideas, podemos decir que la Metodología Educativa Abierta es un conjunto de procedimientos, técnicas, estrategias y acciones encaminadas a favorecer la producción, reproducción y difusión del conocimiento de forma flexible, libre y abierta hacia todas las personas. Para lo cual, esta metodología se fundamenta en la acción participativa y colaborativa de la comunidad mundial, promoviendo así espacios masivos de reflexión y aprehensión de los conocimientos.

## Implementación
Es importante contar con una guía adecuada para implementar los REA dentro del proceso de enseñanza-aprendizaje para evitar inconvenientes dentro de su uso, por eso, Mortera, Salazar y Rodríguez mencionan que, la implementación de una metodología de búsqueda y adopción de recursos educativos se debe llevar a cabo mediante tres etapas con sus respectivos procesos:  
- Planificación del uso del recurso: implica la búsqueda y selección de REA y hacer una proyección de sus usos.
- Aplicación que el profesorado hace del recurso: desde dos puntos de vista, desarrollo profesional para incrementar el conocimiento y autocapacitarse y el uso de los recursos como herramienta para el ejercicio de la docencia.
- Evaluación del uso del recurso: se valora su implementación y uso eficiente en cuanto al logro de los objetivos.[7]

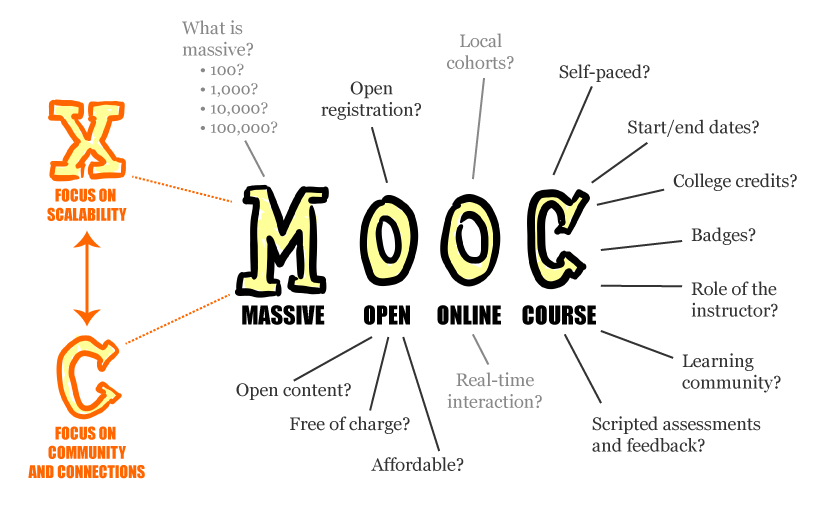
MOOC. Massive Online Open Courses

Los "Massive Open Courses" o MOOC se están convirtiendo en una de las tecnologías que han ganado mucha popularidad en el sector educativo en los últimos tiempos, algunos creen que es la tecnología que podría mejorar significativamente los procesos de educación abierta, cambiándola como nunca antes. Si bien es cierto, estos recursos contribuyen a la amplicación y diversificación del aprendizaje, favorecen un aprendizaje de tipo conductista en los estudiantes. También se encuentra con la problemática del tipo de evaluación usualmente utilizada, que por lo general son simples test de conocimiento, no valorándose la participación ni la interacción del estudiante con sus pares y el docente.